# Self Esteem
"Self Esteem" é um single da banda estadunidense The Offspring, lançado em 1994 pela gravadora independente Epitaph Records.

## Faixas

### Versão 1[3][4]
1. "Self Esteem" – 4:20
2. "Burn It Up" – 2:43
3. "Jennifer Lost the War" – 2:34

### Versão 2[5]
1. "Self Esteem" – 4:17
2. "Jennifer Lost the War" – 2:35
3. "Burn It Up" – 2:43